# Erich Stange

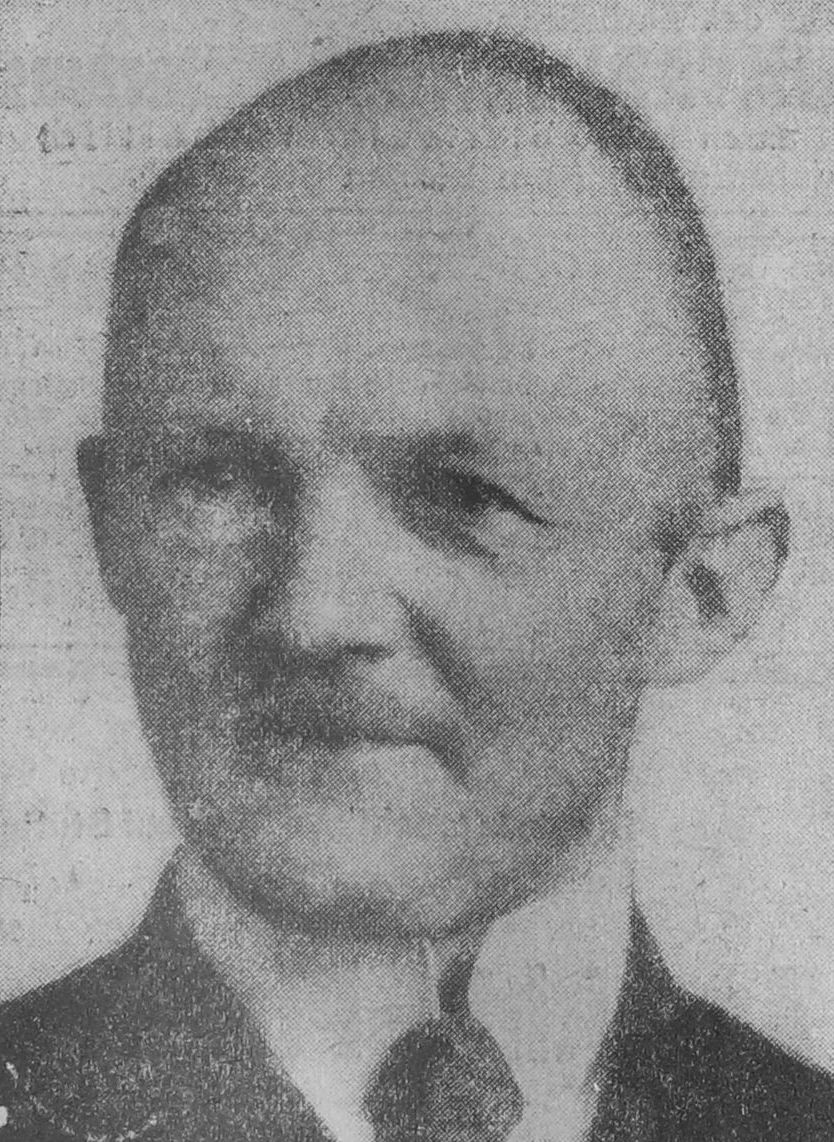
Erich Stange, um 1929

Erich Stange (* 23. März 1888 in Schwepnitz; † 12. März 1972 in Kassel) war ein deutscher evangelisch-lutherischer Theologe, Reichswart der Evangelischen Jungmännerbünde und einer der Begründer der Telefonseelsorge in Deutschland. 

## Leben
Nach dem Besuch des Gymnasiums in Zittau studierte Stange in Leipzig, Berlin und Greifswald Evangelische Theologie, womit er eine Familientradition fortführte. 1913 übernahm er die Pfarrstelle in Pulsnitz, von wo er 1917 auf eine Pfarrstelle in Leipzig wechselte. Ebenfalls in Leipzig wurde er 1914 über Die Eigenart der johanneischen Produktion: Ein Beitrag zur Kritik der neueren Quellenscheidungshypothesen und zur Charakteristik der johanneischen Psyche promoviert. Ab 1917 war er zudem Herausgeber der Zeitschrift Pastoral-Blätter für Predigt, Seelsorge und kirchliche Unterweisung. 
1921 übernahm er das Amt des Reichswarts im Reichsverband der evangelischen Jungmännerbünde, dem heutigen CVJM-Gesamtverband in Deutschland; gleichzeitig wurde er Sekretär des Ökumenischen Rates für praktisches Christentum. 1927 verlieh ihm die theologische Fakultät der Universität Königsberg die Ehrendoktorwürde.
1933 trat Stange in die NSDAP ein. Im Mai 1933 wurde er zum Reichsführer der Evangelischen Jugend Deutschlands im Jugendführerrat beim Jugendführer des Deutschen Reiches ernannt. Diese Position verlor er bereits im Dezember 1933 wieder, als er gegen die zwangsweise Überführung der evangelischen Jugend in die Hitlerjugend protestierte. 1934 wurde er aus der NSDAP ausgeschlossen.
Während und nach dem Zweiten Weltkrieg setzte Stange seine Tätigkeit für den Reichsverband der evangelischen Jungmännerbünde fort; 1950 übernahm er zusätzlich eine Pfarrstelle in Kassel, wo sich seit 1921 die Zentrale des Reichsverbands befand. 1954 schied er aus dem Dienst für den Reichsverband der evangelischen Jungmännerbünde aus.
Am 11. Februar 1957 gründete Stange nach englischem Vorbild die erste evangelische Telefonseelsorgeeinrichtung in Deutschland, nachdem ein Jahr zuvor in Berlin durch den Arzt, Psychotherapeuten und Pfarrer Klaus Thomas eine erste telefonische Beratungsstelle auf deutschem Boden entstanden war.
Nach Stange wurde 1996 das Dr.-Erich-Stange-Haus des Christlichen Vereins Oberlichtenau in Pulsnitz benannt.
Der Theologe Carl Stange war sein Bruder.

## Werke (Auswahl)
- Die Eigenart der johanneischen Produktion. Ein Beitrag zur Kritik der neueren Quellenscheidungshypothesen und zur Charakteristik der johanneischen Psyche (Dissertation; Dresden 1915)
- Paulinische Reisepläne (Gütersloh 1918)
- Die Sendung. Worte an eine christliche Jungmannschaft Deutschlands (Lindhorst 1923; später unter dem Titel Rufe an eine christliche Jungmannschaft Deutschlands)
- Die kommende Kirche. Gedanken zum Werdenden innerhalb unserer deutschen evangelischen Kirchen (Dresden 1924)
- Die Losungen reisen nach Indien. Tagebuch einer Reise nach Indien und Palästina (Dresden 1937)
- Die Korintherbriefe (Stuttgart 1948)
- Bericht über ein Lebenswerk im Dienst an der jungen Generation (Autobiographie; Kassel 1957)
- Ich suchte den Bruder. Ökumenische Reiseberichte (Konstanz 1957)
- Persönlich abzugeben. Gespräche mit jungen Menschen (Konstanz 1957)
- Telefonseelsorge (Kassel 1961)

### Als Herausgeber
- Vom Bruder Mensch. Eine Wegleitung für werdende junge Männer (Halle (Saale) 1924)
- Die Religionswissenschaft der Gegenwart in Selbstdarstellungen (5 Bände, Leipzig 1925–1929)
- Handbuch für das evangelische Jungmännerwerk Deutschlands (3 Bände, Wuppertal-Barmen 1927–1931)